# Vlag van Maryland (Verenigde Staten)
De vlag van Maryland bestaat uit het banier van George Calvert, baron van Baltimore en vader van de stichter van Maryland, Cecil Calvert. Het is de enige staatsvlag van een Amerikaanse staat die gebaseerd is op Britse heraldiek.
Volgens de wetgeving van Maryland moet een vlaggenmast waaraan de Marylandse vlag hangt aan de top een gouden kruis hebben. Daarmee is Maryland de enige staat die niet alleen vastlegt hoe de vlag eruit moet zien, maar ook regelgeving over de vlaggenmast heeft opgesteld.

## Geschiedenis
George Calvert ontwierp zijn eigen wapen en deelde dit in vier kwarten in. De kwarten linksboven en rechtsonder tonen een zwart-goud ontwerp van de familie Calvert. Dit wapen werd aan de Calverts gegeven na een bestorming in een oorlog; de zwart-gouden balken symboliseren palissaden. Het figuur op de andere twee kwarten komt uit het wapen van de familie Crossland, de familie van George Calverts moeder.
|  |  |  |  |  |

In het begin van het bestaan van Maryland werd alleen het zwart-gouden ontwerp als het symbool van de staat gezien en op vlaggen gebruikt. Het rood-witte ontwerp werd in de Amerikaanse Burgeroorlog populair onder degenen die aansluiting bij de Geconfedereerde Staten van Amerika wilden (waarvan er velen in het Army of Northern Virginia vochten). Zij wilden namelijk niet onder de zwart-gele kleuren van een Noordelijke staat vechten, terwijl rood en wit de kleuren van de Zuidelijke secessionisten (voorstanders van afscheiding) waren.
Na de oorlog moesten de voor- en tegenstanders van de Geconfedereerde Staten een manier vinden om met elkaar verder te leven. Steeds meer ging men het huidige ontwerp gebruiken. Op 11 oktober 1880 werd de vlag gebruikt bij een parade ter ere van het honderdvijftigjarig bestaan van Baltimore. Op 9 maart 1904 werd de vlag aangenomen als staatsvlag.